# Рашид ибн Мактум
Рашид ибн Мактум (араб. راشد بن مكتوم آل مكتوم) или Рашид I (ум. 7 апреля 1894, Дубай) — шейх Дубая из династии Аль Мактум в 1886—1894 годах.

## Биография
Рашид ибн Мактум наследовал своему брату шейху Хашеру ибн Мактуму. Он был избран правителем старейшинами Дубая 22 ноября 1886 года, так как сын шейха Хашера, Мактум ибн Хашер, был ещё несовершеннолетним. Рашид ибн Мактум продолжал проводить политику, которой придерживался его старший брат.
В 1891 году Рашид ибн Мактум оказал поддержку шейху Абу-Даби Заиду ибн Халифе, который вёл войну за стратегически важные оазисы — в помощь этому своему соседу Дубай отправил отряд в 30 всадников и 100 верблюдов. В то же время в годы правления Рашида ибн Мактума Дубай всё более подпадал под колониальную власть Великобритании. 6 и 8 марта 1892 года вместе с правителями Абу-Даби, Шарджи, Умм-эль-Кайвайна, Аджмана и Рас-эль-Хаймы шейх Рашид подписал в Рас-эль-Хайме соглашение с англичанами (так называемое Treaty of Exclusivity), превращавшее арабские шейхства Персидского залива в британские колонии. Согласно этому договору, шейхи более не имели права продавать, сдавать в аренду или передавать каким-либо иным способом свои территории кому-либо, кроме Великобритании. Этот договор обеспечивал контроль англичан над проливами из Персидского залива в Индийский океан. Они также управляли системами образования и здравоохранения в эмиратах.
В 1892 году шейх Рашид ибн Мактум женится в богатом оазисе Бурайми, его невеста происходила из влиятельного местного племени Аль-бу-Шами. В том же году шейх Рашид тяжело заболел и спустя два года скончался. Ему наследовал племянник шейх Мактум ибн Хашер.
У шейха Рашида ибн Мактума было двое сыновей, Бути и Саид, не игравшие, впрочем, большой роли в управлении шейхством. Недовольные правлением шейха Мактума ибн Хашера, братья организовали заговор с целью его свергнуть. Однако их мятеж провалился, братьев арестовали и заточили в Крепость аль-Фахиди. За арестованных сыновей Рашида заступился правитель Шарджи шейх Сакр II Халид аль-Касими, предложивший принять их в случае освобождения. Шейх Мактум ибн Хашер, не желая проливать родственную кровь, разрешил своим двоюродным братьям покинуть Дубай и уехать в Шарджу. Бути и Саид прожили в Шардже длительное время и смогли вернуться на родину лишь после смерти шейха Мактума ибн Хашера.